# Selezioni giovanili della nazionale maschile di pallavolo del Montenegro
Le selezioni giovanili della nazionale maschile di pallavolo del Montenegro sono gestite dalla federazione pallavolistica del Montenegro (OSCG) e partecipano ai tornei pallavolistici internazionali per squadre nazionali maschili limitatamente a specifiche classi d'età.

## Under-22
La selezione nazionale Under-22 rappresenta il Montenegro nelle competizioni internazionali dove il limite di età è di 22 anni.
| Campionato europeo | Campionato europeo |
| Edizione           | Piazzamento        |
| ------------------ | ------------------ |
| 2022               | 8º posto           |

## Under-21
La selezione nazionale Under-21 rappresenta il Montenegro nelle competizioni internazionali dove il limite di età è di 21 anni.
Non ha mai preso parte ad alcun torneo ufficiale.

## Under-20
La selezione nazionale Under-20 rappresenta il Montenegro nelle competizioni internazionali dove il limite di età è di 20 anni.
Non ha mai preso parte ad alcun torneo ufficiale.

## Under-19
La selezione nazionale Under-19 rappresenta il Montenegro nelle competizioni internazionali dove il limite di età è di 19 anni.
Non ha mai preso parte ad alcun torneo ufficiale.

## Under-18
La selezione nazionale Under-18 rappresenta il Montenegro nelle competizioni internazionali dove il limite di età è di 18 anni.
Non ha mai preso parte ad alcun torneo ufficiale.

## Under-17
La selezione nazionale Under-17 rappresenta il Montenegro nelle competizioni internazionali dove il limite di età è di 17 anni.
| Campionato europeo | Campionato europeo |
| Edizione           | Piazzamento        |
| ------------------ | ------------------ |
| 2017               | non qualificata    |
| 2019               | non qualificata    |
| 2021               | non qualificata    |
| 2023               | 16º posto          |